# Лепорано
Лепора̀но (на италиански: Leporano, на местен диалект Luprano, Лупрану) е град и община в Южна Италия, провинция Таранто, регион Пулия. Разположен е на 47 m надморска височина. Населението на града е 7634 души (към 31 август 2009).